# Yan Nascimbene
Yan Maria Yves Nascimbene (Neuilly-sur-Seine, 3 d'abril de 1949 - San Miguel de Allende, estat de Guanajuato, 1 de febrer de 2013) va ser un dibuixant de còmics francès, fill de pare italià i mare francesa.
La seva infància i adolescència van ser compartides entre Itàlia i França. Va estudiar a l'Escola d'Arts Visuals de Nova York després a la Universitat de Califòrnia, a Davis on va viure fins a la seva mort. Passant de la fotografia de moda a la pintura i després al cinema, amb la producció el 1981 d'un llargmetratge, The Mediterranean, es va dedicar després a la il·lustració.
Per a Gallimard jeunesse, va dissenyar totes les portades de la col·lecció Page Blanche - guardonat amb una menció especial a la Fira del Llibre Infantil de Bolonya l'any 1988- i la col·lecció Page Noire. També va il·lustrar El gos dels Baskerville, Pel cantó de Swann (Gallimard/Futuropolis), i és autor de nombrosos àlbums.
Es va inspirar especialment en els shin-hanga (estampats japonesos) per a les seves obres.
El 1993, va obtenir la "Menció Especial" del Premio Grafico Fiera di Bologna per la Gioventù de la Fira del Llibre Infantil de Bolonya (Itàlia) per  Antibes, Clavière et autres couleurs.

## Obres
- Antibes, Clavière et autres couleurs, Gallimard, 1992
- Claude Aveline, Histoires nocturnes et fantastiques, illustrées par Yan Nascimbene, postface de Jean Lescure, Imprimerie nationale éditions, 1989